# Елеуов, Серик Саматович
Серик Саматович Елеуов (каз. Серік Елеуов; род. 15 декабря 1980, Караганда) — казахский боксёр, чемпион Казахстана (2003), бронзовый призёр Олимпийских игр (2004) в лёгком весе. Заслуженный мастер спорта Республики Казахстан. Награждён медалью «За трудовое отличие» (2004).

## Биография
Серик Елеуов родился 15 декабря 1980 года в Караганде. Начал заниматься боксом в 1989 году у Владимира Маслина, в дальнейшем тренировался также под руководством Каната Галимтаева. В 1998 году становился чемпионом мира среди юниоров, а в 1999 году бронзовым призёром чемпионата Азии.
В 2003 году был чемпионом Казахстана и дошёл до финала Центральноазиатских игр в Душанбе. В 2004 году выиграл лицензионные соревнования в Гуанчжоу, что позволило ему квалифицироваться на Олимпийские игры в Афинах. В ходе олимпийского турнира победил соперников из Доминиканской республики и Италии, но в полуфинале уступил известному британскому боксёру Амиру Хану и завоевал бронзовую медаль.
После завершения своей спортивной карьеры возглавил детско-юношескую спортивную школу олимпийского резерва Карагандинской области.

## Награды
- 2004 — Медаль «За трудовое отличие» (Казахстан)
- 2004 — Заслуженный мастер спорта Республики Казахстан
- 2005 — Медаль «10 лет Конституции Республики Казахстан»